# Freaky Flyers
Freaky Flyers ist ein Rennspiel, das von Midway Studios San Diego für PlayStation 2 und Xbox entwickelt und parallel dazu von Point of View für Gamecube portiert wurde. Publisher Midway Games veröffentlichte das Spiel im Jahr 2003.

## Spielprinzip
In den Rennen treten neun von je nach Version unterschiedlich vielen von insgesamt 14 wählbaren Fahrern, die durch Computerspieler ergänzt werden, gegeneinander an und fahren drei Runden auf jeder Strecke. Das Spiel besitzt drei Spielmodi:
- Rennmodus: Für ein oder zwei Spieler
- Abenteuermodus: Jeder Charakter hat eine Geschichte, die sich entwickelt, während der Spieler verschiedene Herausforderungen und Missionen abschließt.
- Dog-Fight-Modus (Duell): Der Spieler muss versuchen, seine Gegner aus dem Himmel abzuschießen.

Minispiele sind ebenfalls im Spiel enthalten. Diese beinhalten verschiedene Herausforderungen.

## Entwicklung
Das Spiel sollte ursprünglich 1997 von SCi Games veröffentlicht werden, die es 1997 auf der European Computer Trade Show gezeigt wurde. Später kam das Spiel für Xbox und PlayStation 2 raus. Am 8. August 2003 erschien das Spiel auch für die Gamecube.

## Rezeption
Freaky Flyers erhielt laut Metacritic überwiegend durchschnittliche Kritiken. Gelobt wurde die große Auswahl an Charakteren und die Zwischensequenzen. Das Spiel wurde jedoch für seine langsamen Renngeschwindigkeiten und sich wiederholenden Musik kritisiert. Jeff Gerstmann von GameSpot sagte, dass das Spiel seine Momente habe, aber trotzdem nicht sehr aufregend sei.